# Venâncio Augusto Deslandes
Venâncio Augusto Deslandes ComTE • ComA • GOA • GCA • MSMM • MPMM • MPCE (Lisboa, 8 de Maio de 1909 — 9 de Novembro de 1985) foi um General piloto-aviador da aeronáutica militar português.

## Biografia
Filho do Coronel Alberto Augusto da Silva Deslandes, Comendador da Ordem Militar de São Bento de Avis de Portugal a 15 de Fevereiro de 1919, e de sua mulher Maria da Glória Rodrigues.
Tirou o Curso Secundário no Colégio Militar, e o Curso de Cavalaria na Escola Militar, em 1928. Foi promovido a Alferes a 1 de Novembro de 1928, e serviu na Cavalaria até 1935, ano em que passou para a Aeronáutica, depois de ter concluído o respectivo curso na Escola Militar de Aeronáutica.
Casou a 14 de Setembro de 1939 com Inês de Vera de Carvalho Caldeira da Borralha (Águeda, Borralha, Casa da Borralha, 30 de Maio de 1912 - São Sebastião da Pedreira, Lisboa, 2 de Dezembro de 1977), filha do 2.º Conde da Borralha (antes Visconde da Borralha), da qual teve duas filhas e dois filhos.
Foi Professor Adjunto das 16.ª, 17.ª e 18.ª cadeiras, de 1940 a 1947, e Professor Catedrático da 17.ª cadeira de 1948 a 1950, da Escola do Exército, foi eleito Deputado da Assembleia Nacional na VI Legislatura, e foi Subsecretário de Estado da Defesa Nacional e Embaixador de Portugal em Madrid, Espanha (11 de julho de 1959 a 11 de junho de 1961).
Comandou a Base Aérea N.º 2, de 1951 a 1953, e foi Professor Eventual do curso de Altos Comandos no Instituto de Altos Estudos Militares.
Atingiu o posto de General de Aeronáutica da Força Aérea Portuguesa a 15 de Março de 1958, desde 1958 que desempenhou o cargo de Subchefe do Estado Maior da Força Aérea, e foi nomeado, em Junho de 1961, 117.º Governador-Geral e Comandante-Chefe das Forças Armadas em Angola, no início da Guerra Colonial (sucedendo Monteiro Libório nas funções militares), por Adriano Moreira, Ministro do Ultramar àquela data.
O General Deslandes assumiu funções quando os ataques ao norte de Angola em 1961, promovidos pela União das Populações de Angola (UPA), estavam em seu ápice. Controlada a situação, e concluída a reocupação de todo o Norte, o General Deslandes lançou um vasto plano de fomento para Angola que incluia a criação dos Estudos Gerais Universitários de Angola (actual Universidade Agostinho Neto). A sua administração e a sua iniciativa encontraram forte resistência no Ministro do Ultramar, Adriano Moreira, que em 26 de setembro de 1962 o demitiu.
De 16 de Agosto de 1968 a 4 de Setembro de 1972 o General Deslandes ocupou o cargo de 6.º Chefe do Estado-Maior-General das Forças Armadas de Portugal.
Foi irmão do Capitão Luís Valentim Deslandes ou Luís Valentino Deslandes, Cavaleiro da Ordem Militar de São Bento de Avis de Portugal a 25 de Fevereiro de 1938, Oficial da Ordem Militar de Nosso Senhor Jesus Cristo de Portugal a 24 de Novembro de 1944, Cruz de Primeira Classe com Distintivo Branco da Ordem do Mérito Militar de Espanha a 26 de Agosto de 1948, Senhor Cruz da Real Ordem de Isabel a Católica de Espanha a 12 de Junho de 1950 e Comendador da Ordem Militar de São Bento de Avis de Portugal a 18 de Julho de 1957, e do Major Manuel Venâncio Deslandes, Oficial da Ordem Militar de São Bento de Avis de Portugal a 5 de Outubro de 1931 e Comendador da Ordem Militar de São Bento de Avis de Portugal a 11 de Outubro de 1945.
Foi cunhado de Júlio Carlos Alves Dias Botelho Moniz.

### Condecorações[9][10]
- Medalha Militar de Prata de Comportamento Exemplar de Portugal (? de ? de 19??)[4]
- Medalha de 2.ª Classe de Mérito Militar de Portugal (? de ? de 19??)[4]
- Medalha de 1.ª Classe de Mérito Militar de Portugal (? de ? de 19??)[4]
- Medalha da Cruz Vermelha do Mérito Militar de Espanha (22 de Agosto de 1939)[4]
- Medalha da Campanha do Exército de Espanha (22 de Agosto de 1939)[4]
- Comendador da Ordem Militar de São Bento de Avis de Portugal (15 de Maio de 1947)[4]
- Grande-Oficial da Ordem Militar de São Bento de Avis de Portugal (21 de Outubro de 1953)[4]
- Grande-Oficial da Ordem do Mérito Aeronáutico do Brasil (21 de Outubro de 1955)[4]
- Comendador da Antiga e Muito Nobre Ordem Militar da Torre e Espada, do Valor, Lealdade e Mérito de Portugal (27 de Outubro de 1962)
- Grã-Cruz da Ordem Militar de São Bento de Avis de Portugal (2 de Julho de 1969)
- Excelentíssimo Senhor Grã-Cruz da Real Ordem de Isabel a Católica de Espanha (9 de Julho de 1970)
- Excelentíssimo Senhor Grã-Cruz com Distintivo Branco da Ordem do Mérito Aeronáutico de Espanha (9 de Julho de 1970)